# 阮光垂
阮光垂（越南语：／；1780？—1802年），越南西山朝皇族，光中帝阮惠的庶子。

## 生平
阮光垂是光中帝阮惠的庶子，其母为淑妃。1788年十一月，因清朝入侵安南爆发，阮惠于富春稱帝，改元光中，册封嫡子阮光纘為皇太子，监理国事；庶子阮光垂，封康公。1789年正月，西山朝戰勝清朝之後，改升龙为北城，留阮光垂镇守其地，領北河節制水步諸軍。十一月，黎昭統帝之弟黎維祗在宣光鎮起兵反對西山朝。阮光垂發兵將其俘虜，送往富春（今順化）處死。当时，清廷册封阮惠为安南国王，因阮光垂负责对清交涉，清廷册封阮光垂为世子，年仅十一岁。1790年，清廷改封阮光缵为世子。
1792年，阮惠逝世，阮光纘繼位。阮光垂仍為北河節制。1795年，富春朝廷發生內訌，武文勇殺死裴得宣，並以阮光纘的名義矯詔阮光垂，將裴得宣的黨羽吳文楚押送富春處死。
1801年，舊阮的阮福映攻陷富春，阮光纘北逃阮光垂鎮守的昇龍（今河內市）。翌年阮福映北伐，鎮守清化的宣公阮光盤向阮福映投降，昇龍陷落前阮光垂隨阮光纘一起出逃，在鳳眼縣（今屬北江省北江市）被當地土豪抓獲。阮光垂不願受辱，攜妻小自殺身亡。